# Пікенс (округ, Південна Кароліна)
Шаблон:StateAbbr_ 34°53′ пн. ш. 82°43′ зх. д. / 34.89° пн. ш. 82.72° зх. д.
Округ Пікенс (англ. Pickens County) — округ (графство) у штаті Південна Кароліна, США. Ідентифікатор округу 45077.

## Історія
Округ утворений 1826 року.

## Демографія
За даними перепису 
2000 року 
загальне населення округу становило 110757 осіб, зокрема міського населення було 64563, а сільського — 46194.
Серед мешканців округу чоловіків було 55276, а жінок — 55481. В окрузі було 41306 домогосподарств, 28453 родин, які мешкали в 46000 будинках.
Середній розмір родини становив 2,95.
Віковий розподіл населення поданий у таблиці:
| Стать    | До 15 років | 15-21 | 22-29 | 30-39 | 40-49 | 50-65 | 65-85 | Понад 85 |
| -------- | ----------- | ----- | ----- | ----- | ----- | ----- | ----- | -------- |
| Чоловіки | 10560       | 8867  | 7431  | 7710  | 7411  | 8020  | 4859  | 418      |
| Жінки    | 10186       | 8156  | 6294  | 7679  | 7523  | 8304  | 6253  | 1086     |

## Суміжні округи
- Трансильванія, Північна Кароліна — північ
- Грінвілл — схід
- Андерсон — південь
- Оконі — захід

## Виноски
1. ↑  U.S. Decennial Census. United States Census Bureau. Архів оригіналу за 12 травня 2015. Процитовано 18 березня 2015.
2. ↑  Historical Census Browser. University of Virginia Library. Архів оригіналу за 12 грудня 2009. Процитовано 18 березня 2015.
3. ↑  Forstall, Richard L., ред. (27 березня 1995). Population of Counties by Decennial Census: 1900 to 1990. United States Census Bureau. Архів оригіналу за 2 лютого 2015. Процитовано 18 березня 2015.
4. ↑  Census 2000 PHC-T-4. Ranking Tables for Counties: 1990 and 2000 (PDF). United States Census Bureau. 2 квітня 2001. Архів оригіналу (PDF) за 18 грудня 2014. Процитовано 18 березня 2015.
5. ↑  State & County QuickFacts. United States Census Bureau. Архів оригіналу за 6 червня 2011. Процитовано 25 листопада 2013.(англ.) Наведено за англійською вікіпедією.
6. ↑  American FactFinder. Бюро перепису населення США. Архів оригіналу за 26 лютого 2012. Процитовано 31 січня 2008.

| США | Це незавершена стаття з географії США. Ви можете допомогти проєкту, виправивши або дописавши її. |